# Falciformispora lignatilis
Falciformispora lignatilis är en svampart som beskrevs av K.D. Hyde 1992. Falciformispora lignatilis ingår i släktet Falciformispora och familjen Pleosporaceae.   Inga underarter finns listade i Catalogue of Life.